# Emerson Caruso
Emerson Caruso Goulart (Rio Grande, 30 de novembro de 1971) é um guitarrista de blues brasileiro. 
Ele começou sua carreira tocando rock’n'roll no Rio Grande do Sul, onde passou por diversas bandas. Seu trabalho mais conhecido dessa época foi com o Júpiter Maçã, com quem gravou o álbum A Sétima Efervescência.
Logo em seguida deixou o grupo para seguir a carreira de guitarrista de blues em Curitiba onde desenvolveu uma reputação sólida com seu trabalho autoral. Fez shows de abertura e acompanhou diversos bluesmen americanos passando pelo Brasil como Donald Kinsey, Larry McCray, James Wheeler, Magic Slim, Willie "Big Eyes" Smith, Lorenzo Thompson e Henry Gray.
Atualmente lidera o Emerson Caruso Trio.

## Discografia
- Blues del Fuego (2004)[17]

- Blues Follows Me (2009)[18]

- Emerson Caruso Trio + Benê Junior Live at TUC (2009)[19]

- Strange Times (2012)[20][21]

- We Are All Together (2020) - Single[22][23]
- Candy Man (2022)